# 楊若予
楊若予（？—1615年），字舜辅，號纡慕，云南大理府太和县人，官籍，明朝政治人物。

## 生平
万历二十五年（1597年）丁酉科云南乡试举人，三十二年（1604年），登甲辰科进士，户部觀政，三十八年任太原府同知，四十年升工部员外，升郎中，四十三年卒。